# 沙漠襲擊行動
沙漠襲擊行動發生於1996年9月庫德內戰期間，是一次美國海軍和美國空軍進行的聯合進攻行動以阻止伊拉克對南部庫德人的清洗。

## 伊拉克的進攻
1996年8月31日，伊拉克軍隊發動了自1991年以來對伊拉克庫爾德地區最大的進攻。這次军事行动引發美國對伊拉克領導人薩達姆·海珊的擔憂，白宫方面怀疑他准备發動旨在对庫爾德人類似于種族滅絕的动作。而另一方面，薩達姆的确也違反了聯合國安理會第688号决议中禁止伊拉克对少數民族进行鎮壓的有关规定。

## 结果
这次进攻行动是否對伊拉克北部產生影響一直有争议。不过可以肯定的是这次行动削弱了伊拉克军队的控制力，加强了庫德民主黨在埃爾比勒的控制的影响力，伊拉克軍隊在庫德地區撤回到原来的范围。